# Mangunrejo (Ngadiluwih)
Mangunrejo is een bestuurslaag in het regentschap Kediri van de provincie Oost-Java, Indonesië. Mangunrejo telt 3814 inwoners (volkstelling 2010).